# Kine
Das Kine (Einheitenzeichen: kine) war eine vorgeschlagene Einheit der Geschwindigkeit im CGS-System, die allerdings offiziell nie eingeführt wurde.
1 kine = 1 cm/s